# Schiersteiner Straße
Die Schiersteiner Straße in Wiesbaden ist fast in ihrem kompletten Verlauf Bestandteil der Bundesstraße 262, und mindestens zweispurig plus Busspur und Mittelstreifen ausgebaut. Sie verbindet die Innenstadt mit den südwestlich gelegenen Stadtteilen und der Bundesautobahn 643. Sie ist mit täglich über 50.000 Fahrzeugen die am stärksten belastete Stadteinfahrt Wiesbadens und wichtige Trasse für den Busverkehr, ähnlich der Berliner Straße und Mainzer Straße.
Namensgeber ist der heutige Stadtteil Schierstein, da die Straße, von Wiesbaden aus gesehen, dorthin führt und die historische, geradlinige Verbindung darstellt.

## Straßenverlauf
Die Schiersteiner Straße beginnt in der Wiesbadener Innenstadt an der Adelheidstraße noch vor dem Kaiser-Friedrich-Ring (1. Ring), der Teil der B 54 ist, und führt am Dichterviertel und Rheingauviertel vorbei, kreuzt den Konrad-Adenauer-Ring (2. Ring) um danach am Europaviertel an der Stadtteilgrenze zwischen Biebrich und Dotzheim die Stadt unter einer stillgelegten Eisenbahnbrücke der Aartalbahn zu verlassen und in die Bundesautobahn 643 überzugehen.

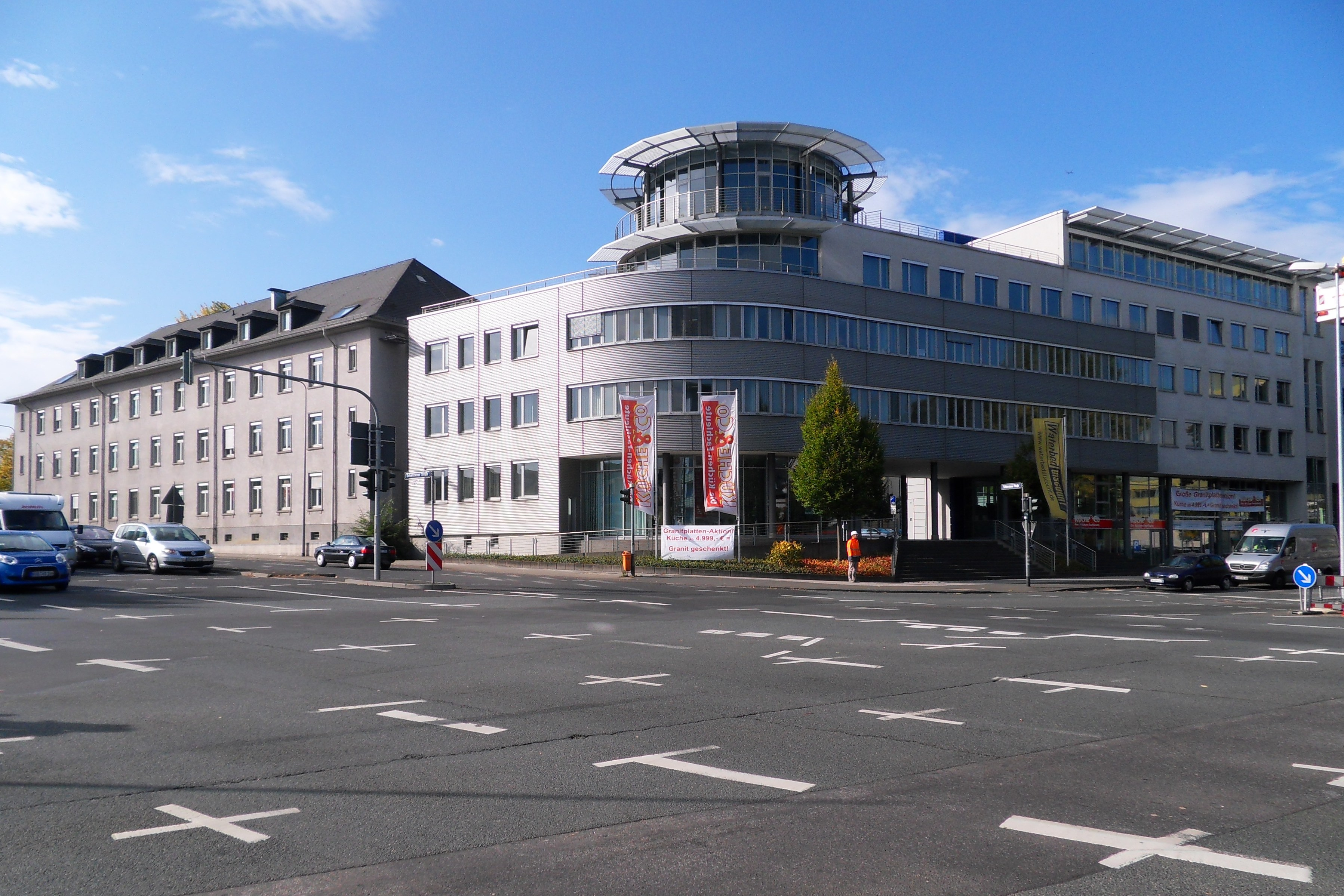
Europahaus an der Kreuzung mit dem 2. Ring

Zwischen dem 1. und 2. Ring wird die Schiersteiner Straße abgesehen von der Wohnanlage an der Wolfram-von-Eschenbach-Straße von einer unzerstört erhaltenen, geschlossenen Gründerzeit-Bebauung begrenzt. Die vier- bis fünfgeschossige Gebäude stehen teilweise unter Denkmalschutz. Hier befand sich auch zwischen den 1910er und 1970er Jahren die Uhrenfabrik von Carl Theodor Wagner. Im dortigen Mittelstreifenbereich befindet sich seit Sommer 2007 eine neue stationäre Geschwindigkeitsüberwachungsanlage. An der nordöstlichen Ecke zum Konrad-Adenauer-Ring befindet sich die Asklepios Paulinen Klinik, eines der drei großen allgemeinmedizinischen Krankenhäuser der Stadt.

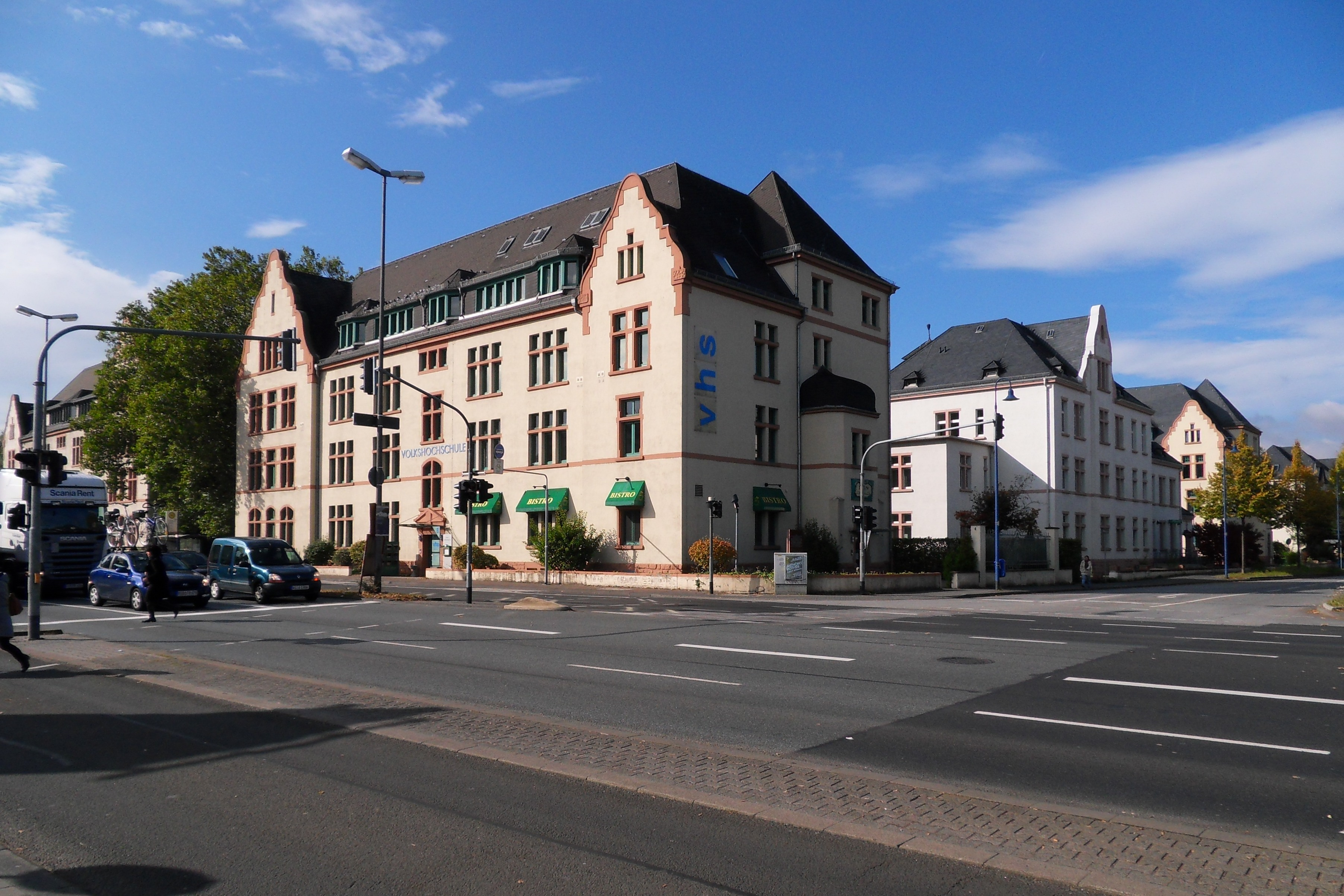
Ehemaliges Kasernengebäude, Sitz der Volkshochschule Wiesbaden

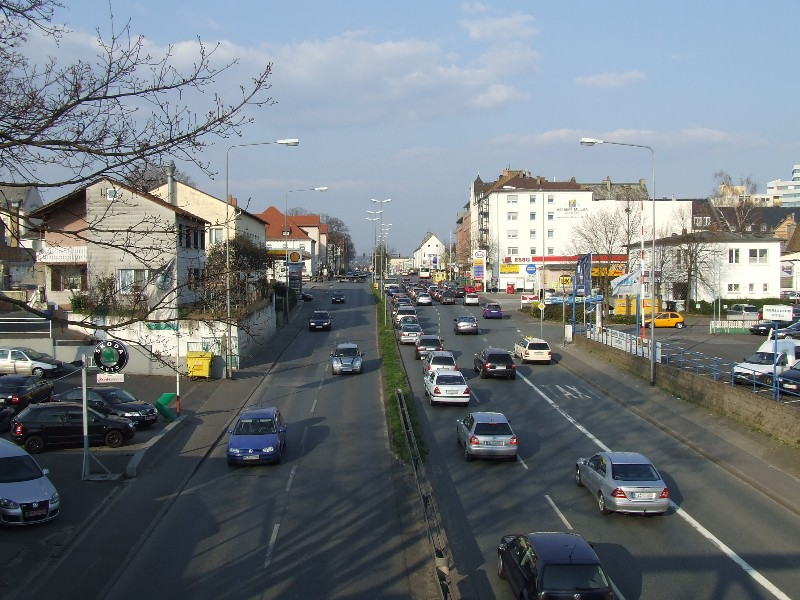
Die Schiersteiner Straße von der Eisenbahnbrücke der Aartalbahn aus gesehen.

Zwischen 2. Ring und Waldstraße dominiert westlich das ehemalige Kasernengelände des Europaviertels, dessen zwei- bis dreistöckigen Gebäude als einheitliches Ensemble wirken. Östlich der Straße besteht eine hetoregene Baustruktur aus Geschäften, Gewerbe und Wohngebäuden. Zwischen der Waldstraße und der denkmalgeschützten Brücke der Aartalbahn ist beiderseits Gewerbenutzung vorhanden.

## Denkmäler
Zwei Denkmäler am Rand des heutigen Europaviertels weisen auf die militärische Geschichte des Geländes an der Schiersteiner Straße hin.
Das erste wurde zur Ehre und Erinnerung an die Gefallenen des Deutsch-Französischen Krieges bei der Schlacht bei Weißenburg von 1870 zwischen der heutigen Einmündungen der Georg-Marschall-Straße und Waldstraße errichtet.
Das zweite wurde von der Landeshauptstadt anlässlich der Luftbrücke für Berlin 1948/49 an der ehemaligen Haupteinfahrt zur Lindsey Air Station (Camp Lindsey), der heutigen Willy-Brandt-Allee aufgestellt und erinnert an 31 getötete Angehörige der in Wiesbaden stationierten US-Luftstreitkräfte.
Liste der Kulturdenkmäler in Wiesbaden-Rheingauviertel
| Bild                            | Bezeichnung                     | Lage                                                                     | Beschreibung | Bauzeit | Daten |
| ------------------------------- | ------------------------------- | ------------------------------------------------------------------------ | --- | ------- | ----- |
| Gefallenenehrenmal 1870/71      | Kriegerdenkmal 1870/71          | Schiersteiner Straße LageFlur: 61, Flurstück: 91                         | Das Objekt gehört zu der Gesamtanlage: Schiersteiner Straße                                                     | 1874    |       |
|                                 |                                 | Schiersteiner Straße 7 LageFlur: 64, Flurstück: 108/2,661/108            | Das Objekt gehört zu der Gesamtanlage: Rheingauviertel/Schiersteiner Straße Architekt/Planer: Karl Schultze     | 1900    |       |
|                                 |                                 | Schiersteiner Straße 9 LageFlur: 64, Flurstück: 109/2                    | Das Objekt gehört zu der Gesamtanlage: Rheingauviertel/Schiersteiner Straße Architekt/Planer: Friedrich Martin  | 1900    |       |
|                                 |                                 | Schiersteiner Straße 11 LageFlur: 64, Flurstück: 110/2                   | Das Objekt gehört zu der Gesamtanlage: Rheingauviertel/Schiersteiner Straße Architekt/Planer: Alexander Schwank | 1901    |       |
|                                 |                                 | Schiersteiner Straße 13/ Erbacher Straße LageFlur: 64, Flurstück: 111/13 | Das Objekt gehört zu der Gesamtanlage: Rheingauviertel/Schiersteiner Straße Architekt/Planer: Heinrich Franke   | 1902    |       |
|                                 |                                 | Schiersteiner Straße 15/ Erbacher Straße LageFlur: 64, Flurstück: 113/4  | Das Objekt gehört zu der Gesamtanlage: Rheingauviertel/Schiersteiner Straße Architekt/Planer: Jacob Martin      | 1902    |       |
|                                 |                                 | Schiersteiner Straße 25 LageFlur: 64, Flurstück: 120/3                   | Das Objekt gehört zu der Gesamtanlage: Rheingauviertel/Schiersteiner Straße Architekt/Planer: Karl Höhn         | 1911    |       |
|                                 |                                 | Schiersteiner Straße 29 LageFlur: 64, Flurstück: 122/8                   | Das Objekt gehört zu der Gesamtanlage: Rheingauviertel/Schiersteiner Straße Architekt/Planer: Jacob Martin      | 1910    |       |
| weitere Bilder                  | C. Th. Wagner, Uhrenfabrik      | Schiersteiner Straße 31-33 LageFlur: 64, Flurstück: 125/10               | Das Objekt gehört zu der Gesamtanlage: Rheingauviertel/Schiersteiner Straße Architekt/Planer: Wolff & Lang      | 1914    |       |
| Paulinenstift, Sachteil Kapelle | Paulinenstift, Sachteil Kapelle | Schiersteiner Straße 43 LageFlur: 64, Flurstück: 131/4                   | Das Objekt gehört zu der Gesamtanlage: Schiersteiner Straße Architekt/Planer: Alfred Schellenberg               | 1896/97 |       |

## Geschichte
Anfang des 20. Jahrhunderts wurde die Schiersteiner Straße dank des angrenzenden Kasernengeländes, dem heutigen Europaviertel, an das Straßenbahnnetz angeschlossen. Die Linie 5 (Weiß) führte über die Ringkirche und die Rheinstraße zum Südfriedhof in Erbenheim. Ende der 1920er-Jahre wurde aber der Betrieb ein- und auf Busse umgestellt.